# Chaetodon madagaskariensis
Chaetodon madagaskariensis là một loài cá biển thuộc chi Cá bướm (phân chi Rhombochaetodon) trong họ Cá bướm. Loài này được mô tả lần đầu tiên vào năm 1923.

## Từ nguyên
Từ định danh madagaskariensis được đặt theo tên gọi của đảo quốc Madagascar, được cho là nơi mà mẫu định danh của loài cá này được thu thập, nhưng thực ra là ở Mauritius (–ensis: hậu tố biểu thị nơi chốn). Tuy nhiên, cái tên C. madagascariensis lại được nhiều nhà ngư học hiện đại sử dụng để đúng chính tả.

## Phạm vi phân bố và môi trường sống
Dọc theo bờ biển Đông Phi đến Nam Phi, C. madagaskariensis được phân bố trải dài về phía đông, băng qua một số các đảo quốc trên Ấn Độ Dương đến biển Andaman, bờ tây đảo Sumatra (Indonesia) cùng quần đảo Cocos (Keeling) và đảo Giáng Sinh (thuộc vùng lãnh thổ Úc).
C. madagaskariensis sống tập trung ở những khu vực mà san hô phát triển phong phú trên các rạn viền bờ hay trong đầm phá, độ sâu khoảng là 10–120 m.

## Mô tả
C. madagaskariensis có chiều dài cơ thể lớn nhất được ghi nhận là 13 cm. Thân của C. madagaskariensis có màu trắng với các đường sọc đen hình chữ V ở hai bên thân, ngoài ra có nhiều chấm đen nhỏ ở phần thân giữa sọc chữ V cuối cùng và vùng màu cam thân sau. Vùng màu đỏ ở thân sau lan rộng sang toàn bộ phần vây lưng mềm và phía cuối vây hậu môn. Nửa sau vây đuôi cũng có một vệt đỏ cam ở gần rìa; phần rìa sau của vây đuôi trong suốt. Đỉnh đầu có một đốm đen viền trắng đặc trưng với một vệt đen băng dọc qua mắt.
Số gai ở vây lưng: 12–13; Số tia vây ở vây lưng: 18–20; Số gai ở vây hậu môn: 3; Số tia vây ở vây hậu môn: 15–17; Số gai ở vây bụng: 1; Số tia vây ở vây bụng: 5.

## Phân loại học

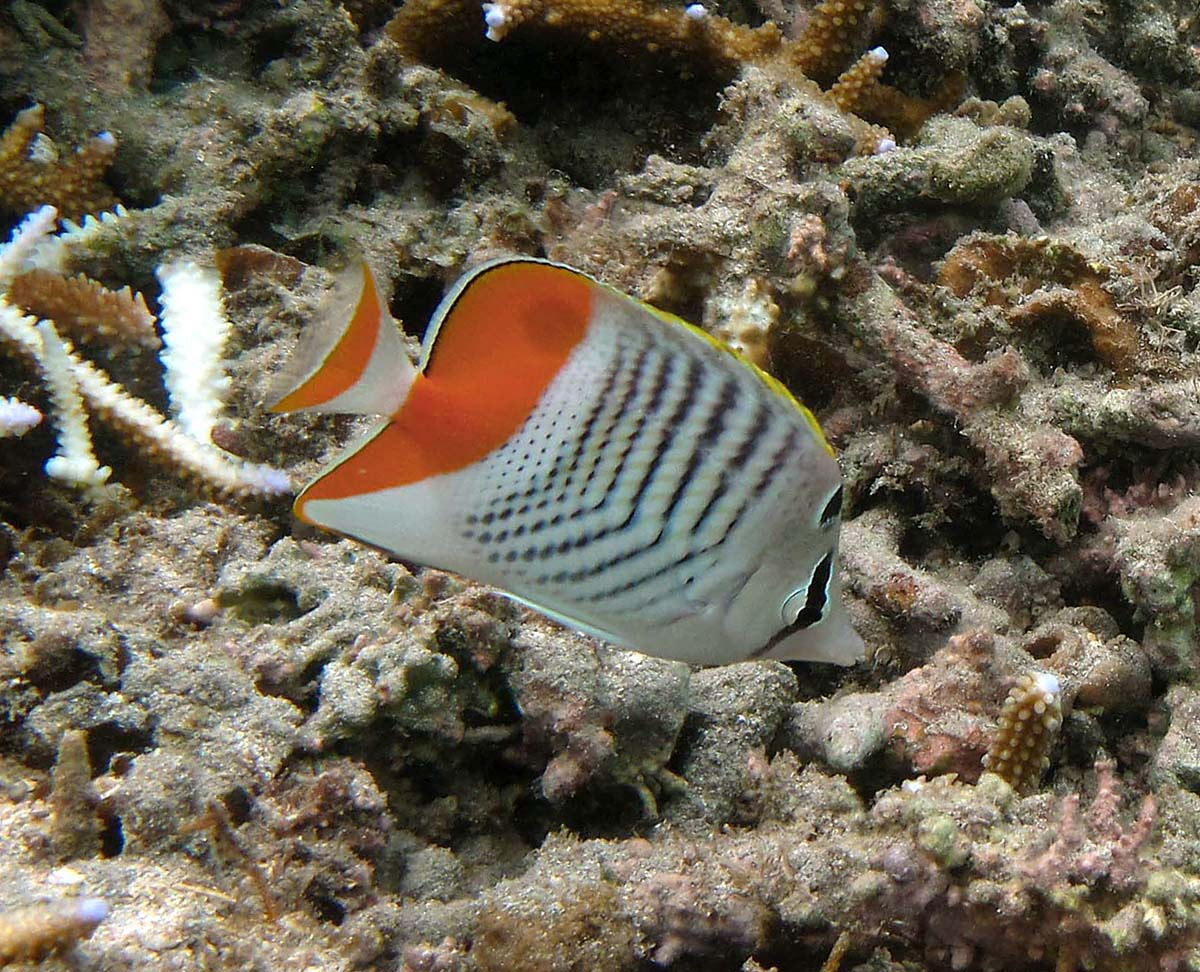
C. madagaskariensis tại Réunion

Trong phân chi Rhombochaetodon, C. madagaskariensis hợp thành nhóm chị em với các loài Chaetodon paucifasciatus, Chaetodon mertensii và Chaetodon xanthurus. Nhóm chị em này đặc trưng bởi các sọc chữ V ở hai bên thân, thân sau có các màu vàng, cam hoặc đỏ với một sọc băng qua mắt. Trừ C. mertensii, các loài còn lại đều có một đốm "vương miện" trên đỉnh đầu.
Kiểu hình của C. madagaskariensis rất giống với C. paucifasciatus. Tuy nhiên, C. paucifasciatus sẫm đỏ hơn ở thân sau thay vì màu cam như C. madagaskariensis, và vệt sọc băng qua mắt có màu vàng cam (đen ở C. madagaskariensis). C. xanthurus dễ dàng phân biệt với các chị em còn lại nhờ vào kiểu hình "mắt lưới" trên thân (được tạo bởi viền đen của các lớp vảy).

## Sinh thái học
C. madagaskariensis là loài ăn tạp, thức ăn của chúng bao gồm tảo và một số loài thủy sinh không xương sống nhỏ. C. madagaskariensis cũng có thể ăn san hô nhưng chúng không hoàn toàn phụ thuộc vào nguồn thức ăn này.
C. madagaskariensis thường kết đôi với nhau.

## Thương mại
C. madagaskariensis được thu thập trong các hoạt động kinh doanh cá cảnh.